# Aurelio Bianchi-Giovini
Aurelio Bianchi-Giovini (Como, 25 novembre 1799 – Milano, 16 maggio 1862) è stato un pubblicista e polemista anticlericale italiano.

## Origini
Nacque a Como, da Francesco Bianchi e Maria Zoini.  Venne inviato dalla famiglia a Milano come commesso apprendista di negozio, poi a Vienna, per apprendervi la lingua tedesca. Qui si rese sospetto alla polizia austriaca che, dopo breve tempo, lo obbligò a rientrare in Lombardia.

## Esilio in Canton Ticino
Per sfuggire alla persecuzione della polizia imperiale, nel 1830 si trasferì a Capolago, nel Canton Ticino, presso la Tipografia Elvetica.  Ivi cominciò a collaborare ad alcuni giornali, prima (1831-32) come redattore dell'Ancora, giornale di ispirazione moderata.
Si segnalò, subito, per una linea fortemente anticlericale, testimoniata da un opuscolo del 1832 intitolato "Confutazione delle quattro petizioni presentate da alcuni ecclesiastici al Gran Consiglio", edito dalla Tipografia Elvetica di Capolago.
Nel 1834 pubblicò a Capolago, la traduzione italiana della "Storia della Repubblica di Venezia" del francese Pierre-Antoine Daru, che descriveva Venezia retta da un regime cupo e oppressivo. Con ciò Giovini dimostrò la consueta capacità di pubblicista, in quanto l'opera aveva già provocato la vivace del Foscolo, con il suo ultimo lavoro, la ‘Storia delle Costituzione democratica di Venezia’, pubblicata nel 1827.
Nel 1835 (e sino al 1837) fu tra i fondatori del "Repubblicano della Svizzera italiana", organo del partito radicale al potere, dalle cui colonne condusse una serrata polemica anticlericale, sfociata in numerosi processi penali.
Nel 1837 diede avvio alla pubblicazione, presso la Tipografia Elvetica, della "Storia dei papi".  L'opera, frutto di una grande erudizione, anche se ricca di considerazioni scarsamente fondate che risentono del taglio polemico, rappresenta, ancor oggi, una pietra miliare della polemica anticattolica italiana.  La Storia si sarebbe completata in 12 volumi, che la Tipografia Elvetica, riprese nel 1850, mai terminati.

Nel 1836, pubblicò una prima versione della Biografia di Fra' Paolo Sarpi, ove riesumò l'opera dello storico, orai quasi dimenticato, per sostenere una vivace polemica anticattolica.  Assai meglio argomentata e storicamente fondata della precedente Storia dei Papi.

## Esilio a Zurigo
I due testi contribuirono a determinare, nel 1839, la sua espulsione dal Cantone per la violenza del suo anticlericalismo.  Dove pure aveva sposato Maria Bellasi, di Mendrisio.
Riparò dapprima a Grono, nel Canton Grigioni, ove non prese l'occasione di aprire una memorabile polemica con il capitano Filippo de Sacco di Grono, in particolare sull'immunità ecclesiastica.  Si trasferì, poi, a Zurigo.

## Rientro in Lombardia
Di qui decise di profittare, nel 1842, dell'amnistia decretata nel Lombardo-Veneto austriaco, sin dal 1838, a seguito dell'incoronazione di Ferdinando I. Giunto a Milano, Giovini si dedicò agli studi storici.
Nel 1842 uscì una Istoria critica della Chiesa greco-moderna e della Chiesa russa. Nel 1844 pubblicò in Milano, presso Pirotta, una fondamentale Storia degli Ebrei e delle loro sette e dottrine religiose durante il Secondo Tempio, la prima opera del suo genere in Italia, ed una delle prime in Europa, a trattare in forma non apologetica della vita religiosa del giudaismo al tempo di Gesù ed a entrare in dialogo diretto con la nascente storiografia ebraica contemporanea, ospitando in appendice un lungo saggio del rabbino Samuel David Luzzatto. Sempre nel 1844 escono, presso Civelli, altre due opere di Giovini: Idee sulle cause della decadenza dell'Impero Romano in occidente Milano nonché Pontificato di san Gregorio il Grande.  Nel 1845 un notissimo Esame critico degli atti e documenti della papessa Giovanna e la Critica degli Evangeli (1855). Iniziò una Storia della Lombardia e terminò un notissimo Lessico della Lombardia.

## Direttore a Torino
In seguito si trasferì a Torino, dove assunse, nel 1848, la direzione del foglio L'Opinione, che tenne sino al giugno del 1852, fondato il 26 gennaio dello stesso anno da un gruppo di moderati di sinistra, che comprendeva Giacomo Durando, Massimo Cordero di Montezemolo, Urbano Rattazzi, Giuseppe Cornero e Giovanni Lanza.
Giovini diede al giornale un taglio fortemente anticlericale e radicale: ad esempio, dopo la tragica sconfitta sarda a Novara, su l'Opinione del 28 marzo espose la fantastica tesi che la guerra doveva continuare, costasse quel che costasse, sostenendo, inoltre, che la sconfitta era dovuta ad un complotto.  Negli anni seguenti, tuttavia, le sue posizioni anticlericali lo portarono a condividere alcune delle iniziative dei governi Cavour, in merito.  Ma che estese anche alle iniziative di politica nazionale, conducendo una continua e dura polemica verso i repubblicani mazziniani.  In questo contesto si inquadrò L'Austria in Italia e le sue confische, del 1853.

## Ultimi anni
Dal 1853 diresse L'Unione, perseverando nelle polemiche contro la Chiesa. Dal 1860 diresse il quotidiano napoletano «Patria».
Soprattutto, Giovini non smise mai la feroce polemica anticattolica: oltre alla ripresa della Storia dei papi, si ricordano un Il Papa e la sua corte: ricordi inediti d'un carabiniere al servizio di sua santità, del 1860, nonché il Diario di Burcardo-quadro dei costumi della corte di Roma, che conteneva una riscrittura della storia del legno della croce, una biografia del cardinale Antonelli ed altri documenti analoghi, apparsa a Firenze, del 1860.